# Scaphula deltae
Scaphula deltae is een tweekleppigensoort uit de familie van de Arcidae. De wetenschappelijke naam van de soort is voor het eerst geldig gepubliceerd in 1867 door Blanford.